# 薬屋りかちゃん
『薬屋りかちゃん』（くすりや - ）は、新井葉月による日本の漫画作品。『コミックハイ!』（双葉社）にてVol.10（2006年2月号）からVol.34（2008年2月号）まで隔月連載されていた。現役薬剤師である新井葉月が自己の経験に基づいて薬剤師の仕事をするなかでのエピソードをわかり易く親しみやすい画風で描いている。
単行本は全2巻。巻末のエピソードでは処方箋の様式のコピーが用いられている。

## 作品概要
塩乃樹りかは小児科門前の処方箋薬局であるひよこ薬局に勤める薬剤師。しかし、当の本人は大のコドモ嫌い。そんなりかがさまざまな経験、人との繋がりを経て成長していくハートフル・ストーリー。

## 主な登場人物
当作品に登場する薬剤師の名字は、実在するか、かつて実在した薬品会社に倣って付けられている。
塩乃樹 りか
本作品の主人公。小児科門前のひよこ薬局に勤める薬剤師だが、コドモ嫌い。大塚からは「塩やん」、山之内からは「りかちゃん」、藤沢からは「りかさん」と呼ばれる。患者には笑顔で接するが、心の中や患者のいない所では気に入らない患者への悪態をつくこともある。薬剤師浪人の経験あり。コドモ嫌いだが、生まれたばかりの甥を溺愛している。
大塚 涼子
りかの先輩、ひよこ薬局の管理薬剤師。薬局店員からは「大塚さん」と呼ばれる。メガネで黒髪ロングの仕事のデキる女子。りかの日々の行動、言動に呆れながらも、その成長を温かく見守っている。クールな雰囲気で怒ることはほとんど無いが、年齢に関わることを言われると、笑顔で大人気ない発言をすることも。
山之内 和
りかの先輩のパート勤務薬剤師。薬局店員からは「山之内さん」と呼ばれる。クールな大塚とは対照的にほんわかと朗らかな雰囲気で描かれている。りかと藤沢のやりとりにハラハラすることも。子育て中で幼い子がいることから、それを踏まえたエピソードが所々で見られる。
藤沢 あすか
りかの後輩の新人薬剤師。長い三つ編みがトレードマーク。りかからは「藤沢」、大塚や山之内からは「藤沢ちゃん」と呼ばれる（研修時はみんなから「藤沢さん」と呼ばれていた）。初登場時は国家試験の結果待ちで薬剤師資格は無かったが、合格後は薬剤師として勤務。普段はカルいキャラだが、ノロウイルス蔓延時にはテキパキとした行動を見せた。ふざけてりかに侮った発言をすることから、度々りかと漫才のようなケンカをすることがある。

## 単行本
1. 第1巻（2007年3月12日発売、2007年4月12日第1刷発行）ISBN 978-4-575-83337-9
2. 第2巻（2008年3月12日発売、2008年4月12日第1刷発行）ISBN 978-4-575-83459-8

## 海外での紹介
International Society for the HIstory of Pharmacy のNewsletter Nr.11(2010) pp.13には
次のように紹介されている。